# Calestano
Calestano is een gemeente in de Italiaanse provincie Parma (regio Emilia-Romagna) en telt 1931 inwoners (31-12-2004). De oppervlakte bedraagt 57,2 km², de bevolkingsdichtheid is 32 inwoners per km².
De volgende frazioni maken deel uit van de gemeente: Borsano, Canesano, Cascina, Castello, Chiastre, Fragno, Fragnolatico, Fragnolo, La Costa, Linara, Marzolara, Montale, Pioppone, Ramiano, Ravarano, Ronzano, San Remigio, Torre, Vallerano, Vigolone.

## Demografie
Calestano telt ongeveer 819 huishoudens. Het aantal inwoners steeg in de periode 1991-2001 met 0,9% volgens cijfers uit de tienjaarlijkse volkstellingen van ISTAT.
| Jaar | Inwoneraantal |
| ---- | ------------- |
| 1991 | 1796          |
| 2001 | 1813          |

## Geografie
Calestano grenst aan de volgende gemeenten: Berceto, Corniglio, Felino, Langhirano, Sala Baganza, Terenzo.